# Ceratostema callistum
Ceratostema callistum är en ljungväxtart som beskrevs av A. C. Smith. Ceratostema callistum ingår i släktet Ceratostema och familjen ljungväxter. Inga underarter finns listade i Catalogue of Life.